# Maheoptinus negrosianus
Maheoptinus negrosianus is een keversoort uit de familie klopkevers (Ptinidae). De wetenschappelijke naam van de soort werd in 1989 gepubliceerd door Xavier Bellés.